# Anivellament lingüístic
Hi ha anivellament lingüístic en els dialectes d'una llengua quan els trets particulars morfofonètics de la variant lingüística són substituïts pels elements corresponents de la llengua estàndard, de manera no planificada, els quals tenen un significat semblant als dels dialectes.